# Noémia Sequeira

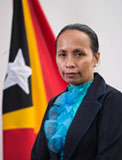
Noémia Sequeira

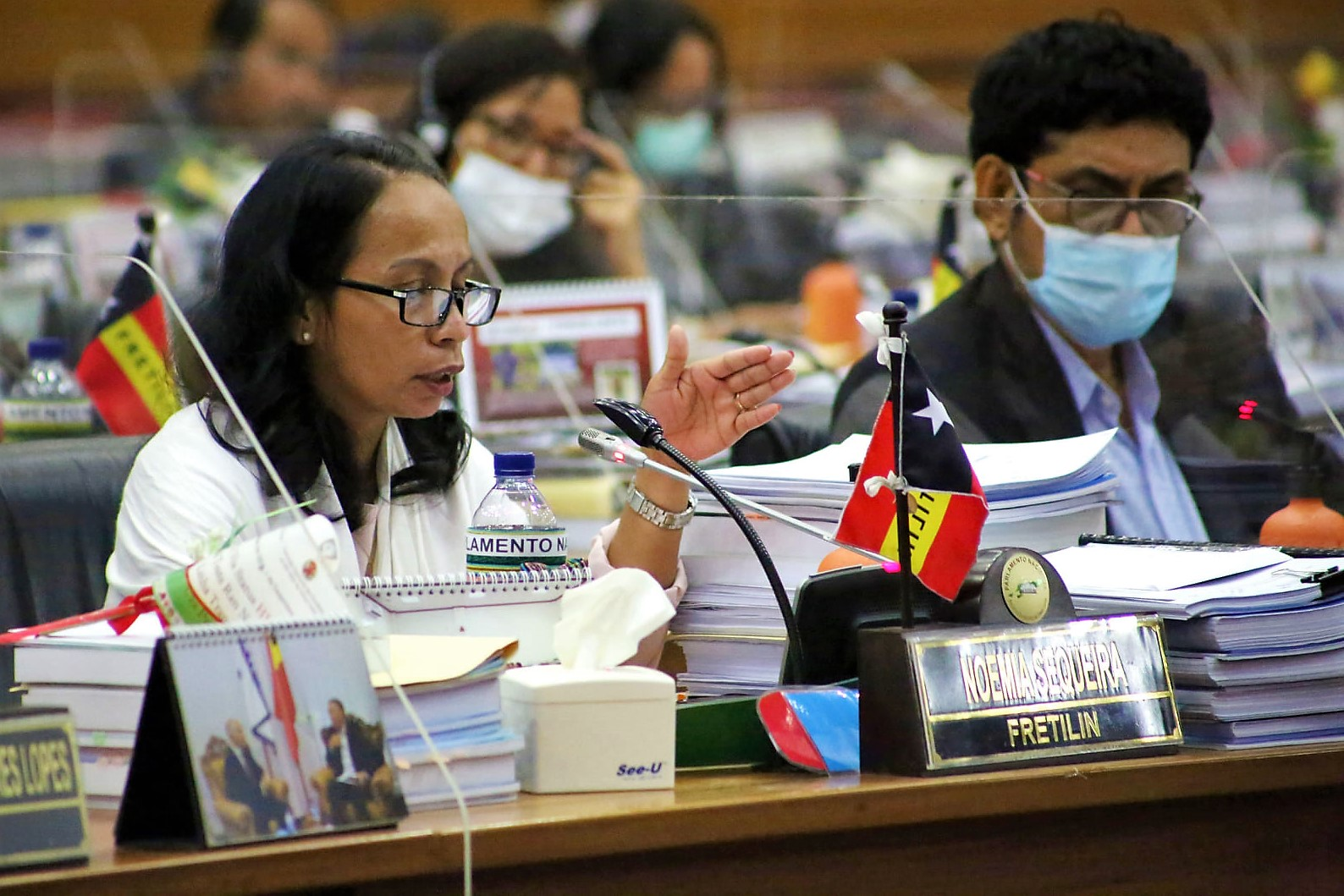
Sequeira im Parlament

Noémia Sequeira (* 27. April 1980 in Oe-Cusse Ambeno, Osttimor) ist eine Politikerin aus Osttimor. Sie ist Mitglied der Partei FRETILIN und deren Frauenorganisation OPMT.

## Werdegang
Sequeira stammt aus Oe-Cusse Ambeno, wo sie bei verschiedenen Nichtregierungsorganisationen arbeitete. Bei den Parlamentswahlen in Osttimor 2017 kandidierte sie auf Listenplatz 24 der FRETILIN, verpasste aber den direkten Einzug in das Nationalparlament Osttimors. Da aber gewählte Abgeordnete der FRETILIN auf ihren Sitz verzichteten, rückte Sequeira noch 2017 in das Parlament nach. Hier wurde sie Mitglied in der Kommission für Öffentliche Finanzen (Kommission C) und stellvertretendes Mitglied im Verwaltungsrat des Parlaments. Bei den Parlamentswahlen 2018 verpasste Sequeira erneut knapp den direkten Einzug in das Parlament auf Listenplatz 24, rückte aber am 13. Juni für Marí Bin Amude Alkatiri nach, der auf seinen Sitz verzichtete. Sequeira blieb weiterhin Mitglied der Kommission für Öffentliche Finanzen (C).
Bei den Parlamentswahlen 2023 trat Sequeira nicht an.